# Pseudosopubia
Pseudosopubia es un género con nueve especies de plantas de flores perteneciente a la familia Scrophulariaceae. 

## Especies seleccionadas
- Pseudosopubia ambigua
- Pseudosopubia delamerei
- Pseudosopubia elata
- Pseudosopubia hildebrandtii
- Pseudosopubia kituiensis
- Pseudosopubia obtusifolia
- Pseudosopubia polemonioides
- Pseudosopubia procumbens
- Pseudosopubia verruculosa

- Datos: Q9064004